# Pang (álbum)
Pang é o terceiro álbum de estúdio da cantora-compositora e produtora estadunidense Caroline Polachek, e o primeiro lançado sob seu nome real. Ele foi lançado pela Sony Music, pela The Orchard e pela marca de Polachek, Perpetual Novice, em 18 de outubro de 2019. O álbum foi aclamado pela crítica e posicionado em diversas listas de fim-de-ano entre críticos, liderando a lista da Dazed. Comercialmente, Pang chegou à 17ª posição na tabela da Billboard Heatseekers Albums e na 40ª posição na tabela Independent Albums, tornando-o o primeiro álbum solo de Polachek a entrar em tabelas da publicação.

## Antecedentes e gravação
Em 2017, Polachek começou a trabalhar frequentemente com os produtores Danny L Harle e A. G. Cook, da marca PC Music, depois da dissolução de sua banda Chairlift. Ela apareceu no single de Harle "Ashes of Love" em 2016, e também começou a colaborar com ele e Cook em contribuições a outros artistas, como Superfruit e Charli XCX. Polachek então começou a trabalhar em sua própria criação, que originalmente seria um "álbum pacífico, mais quente, castanho, tingido de folk" chamado Calico. Quando ambos começaram a trabalhar no projeto, eles "criaram algo que se sobrepôs a Calico e iniciou uma colaboração frutífera." O título Pang vem de "picos inexplicáveis de adrenalina" que Polachek sentia, que a "impediam de dormir e aceleravam seu metabolismo", os quais ela chamava de "pangs".
Em uma entrevista com a Dazed, Polachek revelou como foi trabalhar com uma gama de pessoas diferentes, ressaltando que "trabalhar com diferentes artistas é sempre uma experiência de aprendizado, uma nova habilidade para o cinto de utilidades, mesmo quando é mais sobre entender o que não funciona." Ela continuou, dizendo que se sente mais em controle das coisas que escreve e produz, e que ela é "no fim das contas a que tem o controle, aquela que filtra e controla a paleta em tempo real. Eu não deixo isso para mais ninguém. É cada vez mais libertador só entrar e começar a criar coisas." Durante 2018, Polachek publicou diversas fotografias em um estúdio e sugeriu a possibilidade de estar trabalhando em um novo álbum.

## Singles
Em 2019, Polachek lançou o primeiro single do álbum, "Door", o primeiro a ser lançado sob seu próprio nome (ela havia anteriormente lançado canções sob os nomes "Ramona Lisa" e "CEP"). Ele também foi acompanhado por um videoclipe, dirigido por Polacheck e pelo artista londrino Matt Copson. A canção foi revelada através de uma nota à imprensa como "o primeiro gosto de um projeto solo maior de Caroline que será lançado mais tarde este ano." Em uma entrevista com a Vogue, Polachek expressou sua surpresa quanto ao contentamento de sua gravadora com lançar "Door" como o primeiro single do álbum, explicando que é "uma canção longa e sinuosa. Há canções no álbum que são mais afiadas e temperamentais. E essa parece [...] uma porta aberta. Parece um convite." A Pitchfork listou a faixa como a 47ª melhor do ano em sua lista das 100 melhores canções de 2019.
No mês seguinte, ela anunciou que lançaria mais duas faixas do álbum, "Ocean of Tears" e "Parachute". Com seu lançamento, o álbum foi anunciado sob o título Pang e com seu lançamento planejado para o outono de 2019. Polacheck criou as duas canções com Danny L Harle. A. G. Cook também contribuiu para a produção de "Ocean of Tears", ao lado de Valley Girl. Sobre "Parachute", Polachek disse em uma nota à imprensa, "foi um momento incrível, perceber que essa melodia que escrevemos estava recontando, sem querer, um sonho que tinha me afetado. Eu fui para casa, reorganizei as palavras para que encaixassem, e voltei ao estúdio à 1 da manhã para gravar os vocais no mesmo dia. E essa foi a versão que mantivemos. A partir daquele momento, Dan e eu soubemos que tínhamos muito mais para criar juntos."
Em setembro de 2019, Polachek lançou o quarto single do álbum, "So Hot You're Hurting My Feelings", composta em colaboração com Daniel Nigro e Teddy Geiger. A Consequence of Sound analisou a faixa afirmando que "enquanto as faixas anteriores 'Parachute' e 'Ocean of Tears' ofereciam tons etéreos, 'So Hot You're Hurting My Feelings' é mais animada. Com um pouco de uma aura de pop dos anos 80, os vocais de Polachek rebatem com os sintetizadores enquanto ela canta o refrão." Na mesma semana, Polachek anunciou que o álbum seria lançado em 18 de outubro de 2019.
"Look at Me Now" foi lançada como o último single da álbum antes de seu lançamento em 14 de outubro de 2019. A canção foi descrita como a "anotação em um diário" do álbum, que Polachek escreveu "enquanto processava uma mistura de culpa, auto-destrutividade e esperança." A faixa foi inspirada por artistas da Lilith Fair como Jewel e Sarah McLachlan.

## Composição
Pang é um álbum de pop, indie pop, pop experimental e avant-pop influenciado por música ambiente, new age, R&B, hip hop, trip hop, sophisti-pop e música clássica. Sua sonoridade foi descrita como "quase sinfônica" e "misturando texturas acústicas e sintéticas para algo surrealista mas comovente." Mark Moody da No Ripcord o descreveu como "melhor sendo escutado quando se está triste e sozinho em seu quarto [...] Pang é o álbum dançante perfeito para garotos e garotas sensíveis e espertos depois que a jornada diária está acabada."

## Recepção crítica
| Críticas profissionais | Críticas profissionais |
| Pontuações agregadas   | Pontuações agregadas   |
| Fonte                  | Avaliação              |
| ---------------------- | ---------------------- |
| AnyDecentMusic?        | 7.9/10                 |
| Metacritic             | 82/100                 |
| Avaliações da crítica  |                        |
| Fonte                  | Avaliação              |
| AllMusic               | [ 25 ]                 |
| Clash                  | 9/10                   |
| Exclaim!               | 8/10                   |
| Financial Times        | [ 28 ]                 |
| The Guardian           | [ 21 ]                 |
| The Line of Best Fit   | 9/10                   |
| NME                    | [ 29 ]                 |
| The Observer           | [ 20 ]                 |
| Pitchfork              | 7.3/10                 |

Pang recebeu uma nota de 82 de 100 baseado em 14 críticas no agregador de críticas Metacritic, indicando "aclamação universal." Em uma análise para o AllMusic, Matt Collar sugeriu que "Polachek destila ainda mais sua abordagem com uma coleção de canções profundamente emotivas que mostram seus vocais delicados e sensibilidades pop complexas" com "arranjos que caminham entre a electronica melancólica e o pop adulto-contemporâneo." Jack Bray da The Line of Best Fit chamou Pang de "um notável álbum de estreia certo de sua legitimidade e brilho." Nick Lowe da Clash se referiu ao álbum como "refrescante e etéreo" e uma síntese do trabalho anterior de Polachek, dizendo que combina a "irreverência de Chairlift, a teatralidade de Ramona Lisa e as visões futuristas de CEP." Lowe também comentou sobre seus vocais "assombrosos" e "celestiais". Katherine St. Asaph da Pitchfork também elogiou as "vocalizações quase operáticas", os "saltos vocais controlados, e o staccato preciso." Ben Thomas do The Guardian elogiou as letras do álbum sobre términos, dizendo que "Caroline Shut Up" em particular "te deixa entrar nas suas neuroses lascivas em tempo de valsa." Reggie MT da Tiny Mix Tapes se referiu ao álbum como "um triunfo absoluto do 'gótico expressionista de livro de histórias' que relembra os grandes artistas emotivos da história do pop e do new age, de Elizabeth Fraser a Imogen Heap, Enya a [...] Charli."
| Publicação           | Lista                                    | Cl. | Ref.   |
| -------------------- | ---------------------------------------- | --- | ------ |
| Crack                | Top 50 Álbuns do Ano                     | 44  | [ 31 ] |
| Dazed                | Os 20 Melhores Álbuns de 2019            | 1   | [ 32 ] |
| Double J             | Os 50 Melhores Álbuns de 2019            | 28  | [ 33 ] |
| Exclaim!             | 20 Melhores Álbuns de Pop e Rock de 2019 | 20  | [ 34 ] |
| The Fader            | Os Melhores Álbuns de 2019               | —   | [ 35 ] |
| Good Morning America | 50 dos Melhores Álbuns de 2019           | 11  | [ 36 ] |
| Gorilla vs. Bear     | Álbuns de 2019                           | 20  | [ 37 ] |
| GQ                   | Os Melhores Álbuns de 2019               | —   | [ 38 ] |
| The Guardian         | Os 50 Melhores Álbuns de 2019            | 11  | [ 39 ] |
| The Independent      | Os 50 Melhores Álbuns de 2019            | 35  | [ 40 ] |
| Junkee               | OS 15 Melhores Álbuns de 2019            | —   | [ 41 ] |
| The Line of Best Fit | Os Melhores Álbuns de 2019               | 35  | [ 42 ] |
| Paper                | Os 20 Melhores Álbuns de 2019            | 3   | [ 43 ] |
| Paste                | Os 50 Melhores Álbuns de 2019            | 37  | [ 44 ] |
| Paste                | Os 15 Melhores Álbuns de Pop de 2019     | 3   | [ 45 ] |
| PopMatters           | Os 70 Melhores Álbuns de 2019            | 45  | [ 46 ] |
| Q                    | 50 Álbuns do Ano 2019                    | 21  | [ 47 ] |
| Under the Radar      | Top 100 Álbuns de 2019                   | 78  | [ 48 ] |
| Uproxx               | Os 35 Melhores Álbuns de Pop de 2019     | 19  | [ 49 ] |
| Vice                 | Os 100 Melhores Álbuns de 2019           | 41  | [ 50 ] |
| Vinyl Me, Please     | Os Melhores Álbuns de 2019               | —   | [ 51 ] |
| The Young Folks      | Top 50 Álbuns de 2019                    | 22  | [ 52 ] |

## Alinhamento de faixas
| N.º            | Título                              | Compositor(es)                          | Produtor(es)                          | Duração |  |
| 1.             | "The Gate"                          | Caroline Polachek                       | Polachek                              | 1:42    |  |
| 2.             | "Pang"                              | Polachek Daniel Eisner Harle            | Polachek Danny L Harle                | 3:33    |  |
| 3.             | "New Normal"                        | Polachek Harle                          | Polachek Harle                        | 2:34    |  |
| 4.             | "Hit Me Where It Hurts"             | Polachek Andrew Wyatt                   | Polachet Wyatt                        | 3:04    |  |
| 5.             | "I Give Up"                         | Polachek Daniel Nigro James Stack       | Polachek Nigro Jim-E Stack Dan Carey  | 3:06    |  |
| 6.             | "Look at Me Now"                    | Polachek Harle Nigro                    | Polachek Nigro Harle                  | 3:03    |  |
| 7.             | "Insomnia"                          | Polachek Harle                          | Polachek Harle                        | 3:14    |  |
| 8.             | "Ocean of Tears"                    | Polachek Nathaniel Campany Kyle Shearer | Polachek Harle Valley Girl A. G. Cook | 3:25    |  |
| 9.             | "Hey Big Eyes"                      | Polachek Cook                           | Polachek Cook                         | 3:54    |  |
| 10.            | "Go as a Dream"                     | Polachek Harle Robin Hannibal           | Polachek Harle Carey                  | 3:27    |  |
| 11.            | "Caroline Shut Up"                  | Polachek Harle                          | Polachek Harle                        | 3:32    |  |
| 12.            | "So Hot You're Hurting My Feelings" | Polachek Teddy Geiger Nigro             | Polachek Nigro                        | 3:03    |  |
| 13.            | "Door"                              | Polachek Nigro Stack Harle              | Polachek Nigro Stack Harle            | 5:22    |  |
| 14.            | "Parachute"                         | Polachek Harle                          | Polachek Harle                        | 3:32    |  |
| Duração total: | Duração total:                      | Duração total:                          | Duração total:                        | 46:30   |  |

## Tabelas musicais
| Tabela (2019–21)                  | Melhor posição |
| --------------------------------- | -------------- |
| US Top Current Albums (Billboard) | 95             |
| US Heatseekers Albums (Billboard) | 17             |
| US Independent Albums (Billboard) | 40             |
| UK Independent Albums (OCC)       | 4              |

## Álbum instrumental
Em 11 de abril de 2020, Polachek lançou uma versão do álbum no Bandcamp com versões instrumentais de todas as faixas.

## Álbum deremixes
Standing at the Gate: Remix Collection é um álbum de remixes da cantora-compositora e produtora estadunidense Caroline Polachek lançado digitalmente em 1 de abril de 2021 e em LPs em 16 de abril de 2021 através de sua marca própria, Perpetual Novice. A coleção inclui versões remisturadas de canções de seu álbum de estúdio Pang e uma versão cover de "Breathless" da banda The Corrs.

### Lançamento esingles
Em 18 de dezembro de 2019, um remix de "So Hot You're Hurting My Feelings" por A. G. Cook foi lançado como single individual. Para celebrar o primeiro aniversário do álbum em 19 de outubro de 2020, Polachek lançou uma versão estendida de 10 minutos de "The Gate", incluindo um vídeo visualizador criado por Ezra Miller. Ela considerou essa nova versão "uma espécie de universo paralelo ou final alternativo, onde aquelas palavras não só chegam, mas soam verdadeiras." Em 9 de dezembro de 2020, Polachek lançou remixes de "Ocean of Tears", "Hey Big Eyes", "Hit Me Where It Hurts" e "Door" como singles digitais. No mesmo dia, ela anunciou o álbum de remixes, incluindo todos os remixes anteriores exceto "Ocean of Tears". Uma versão cover de "Breathless" da banda The Corrs foi lançada em 17 de dezembro de 2020. Em 5 de março de 2021, Polachek apresentou sua versão cover de "Breathless" no programa The Late Late Show with James Corden.

### Alinhamento de faixas
| N.º            | Título                                                          | Compositor(es)                          | Produtor(es)                                                          | Duração |  |
| 1.             | "The Gate" (Extended Mix)                                       | Caroline Polachek                       | Polachek Danny L Harle (co-produtor) Dan Lopatin (produtor adicional) | 10:02   |  |
| 2.             | "New Normal" (Abnormal Mix)                                     | Polachek Daniel Eisner Harle            | Polachek Harle (co-produtor)                                          | 2:39    |  |
| 3.             | "Parachute" (Reverse Mix)                                       | Polachek Harle                          | Harle Polachek                                                        | 3:38    |  |
| 4.             | "Door" (Oklou Remix)                                            | Polachek Daniel Nigro James Stack Harle | Polachek Nigro Jim-E Stack Harle (co-produtor) Oklou ( remix )        | 3:21    |  |
| 5.             | "Hit Me Where It Hurts" (Toro y Moi Remix) (part. Chino Moreno) | Polachek Andrew Wyatt                   | Polachek Wyatt Toro y Moi ( remix )                                   | 3:26    |  |
| 6.             | "Hey Big Eyes" (George Clanton Remix)                           | Polachek                                | Polachek A. G. Cook George Clanton ( remix )                          | 3:42    |  |
| 7.             | "So Hot You're Hurting My Feelings" (A. G. Cook Remix)          | Polachek Teddy Geiger Nigro             | Polachek Nigro Cook ( remix )                                         | 3:35    |  |
| 8.             | "Breathless" (Bonus Track)                                      | Robert Lange The Corrs                  | Harle Polachek                                                        | 3:02    |  |
| Duração total: | Duração total:                                                  | Duração total:                          | Duração total:                                                        | 33:25   |  |